# Pro-américain
Pro-américain ou proaméricain, ou encore américanophilie, est un terme du vocabulaire politique contemporain donné, pendant la guerre froide et encore de nos jours, aux États, régimes, partis politiques, intellectuels ou individualités favorables aux États-Unis d'Amérique et à leurs alliés sur le plan politique, idéologique, économique ou simplement intellectuel, culturel ou philosophique. Cela désigne donc un goût prononcé pour les aspects culturels et civilisationnels développés par ce pays et pour son rayonnement.
Dans de nombreux pays du tiers monde mais aussi pour de nombreux intellectuels ou hommes politiques de la gauche et de la droite nationaliste, ce terme possède une consonance nettement péjorative, soit par rejet de l’idéologie libérale, qui est perçue comme implicite et constitutive de l’américanisme, soit par réaction aux développements de la politique dite impérialiste du gouvernement américain depuis le tournant de la présidence de Theodore Roosevelt et de la doctrine du « Big Stick » à la fin du XIXe siècle (guerre hispano-américaine de 1898). Le goût de la liberté, l'esprit d'entreprise et les valeurs républicaines sont parfois citées dans le monde comme étant associés aux États-Unis.
En France, le courant pro-américain est souvent lié à l'atlantisme. Des pays comme le Kosovo, la Pologne ou les États européens post-soviétiques sont habituellement classés comme américanophiles,.